# سیندرلا (فیلم ۲۰۰۰)
سیندرلا (انگلیسی: Cinderella) یک فیلم تلویزیونی است. از بازیگران آن می‌توان به کاتلین ترنر، دیوید وارنر، لوسی پانچ، و جین برکین اشاره کرد.